# 1432 год
1432 (ты́сяча четы́реста три́дцать второ́й) год  по юлианскому календарю — високосный год, начинающийся во вторник. Это 1432 год нашей эры, 2‑й год 4‑го десятилетия XV века 2‑го тысячелетия, 3‑й год 1430‑х годов. Он закончился 593 года назад.
| Пн | Вт | Ср | Чт | Пт | Сб | Вс |
|    | 1  | 2  | 3  | 4  | 5  | 6  |
| 7  | 8  | 9  | 10 | 11 | 12 | 13 |
| 14 | 15 | 16 | 17 | 18 | 19 | 20 |
| 21 | 22 | 23 | 24 | 25 | 26 | 27 |
| 28 | 29 | 30 | 31 |    |    |    |

| Пн | Вт | Ср | Чт | Пт | Сб | Вс |
|    |    |    |    | 1  | 2  | 3  |
| 4  | 5  | 6  | 7  | 8  | 9  | 10 |
| 11 | 12 | 13 | 14 | 15 | 16 | 17 |
| 18 | 19 | 20 | 21 | 22 | 23 | 24 |
| 25 | 26 | 27 | 28 | 29 |    |    |

| Пн | Вт | Ср | Чт | Пт | Сб | Вс |
|    |    |    |    |    | 1  | 2  |
| 3  | 4  | 5  | 6  | 7  | 8  | 9  |
| 10 | 11 | 12 | 13 | 14 | 15 | 16 |
| 17 | 18 | 19 | 20 | 21 | 22 | 23 |
| 24 | 25 | 26 | 27 | 28 | 29 | 30 |
| 31 |    |    |    |    |    |    |

| Пн | Вт | Ср | Чт | Пт | Сб | Вс |
|    | 1  | 2  | 3  | 4  | 5  | 6  |
| 7  | 8  | 9  | 10 | 11 | 12 | 13 |
| 14 | 15 | 16 | 17 | 18 | 19 | 20 |
| 21 | 22 | 23 | 24 | 25 | 26 | 27 |
| 28 | 29 | 30 |    |    |    |    |

| Пн | Вт | Ср | Чт | Пт | Сб | Вс |
|    |    |    | 1  | 2  | 3  | 4  |
| 5  | 6  | 7  | 8  | 9  | 10 | 11 |
| 12 | 13 | 14 | 15 | 16 | 17 | 18 |
| 19 | 20 | 21 | 22 | 23 | 24 | 25 |
| 26 | 27 | 28 | 29 | 30 | 31 |    |

| Пн | Вт | Ср | Чт | Пт | Сб | Вс |
|    |    |    |    |    |    | 1  |
| 2  | 3  | 4  | 5  | 6  | 7  | 8  |
| 9  | 10 | 11 | 12 | 13 | 14 | 15 |
| 16 | 17 | 18 | 19 | 20 | 21 | 22 |
| 23 | 24 | 25 | 26 | 27 | 28 | 29 |
| 30 |    |    |    |    |    |    |

| Пн | Вт | Ср | Чт | Пт | Сб | Вс |
|    | 1  | 2  | 3  | 4  | 5  | 6  |
| 7  | 8  | 9  | 10 | 11 | 12 | 13 |
| 14 | 15 | 16 | 17 | 18 | 19 | 20 |
| 21 | 22 | 23 | 24 | 25 | 26 | 27 |
| 28 | 29 | 30 | 31 |    |    |    |

| Пн | Вт | Ср | Чт | Пт | Сб | Вс |
|    |    |    |    | 1  | 2  | 3  |
| 4  | 5  | 6  | 7  | 8  | 9  | 10 |
| 11 | 12 | 13 | 14 | 15 | 16 | 17 |
| 18 | 19 | 20 | 21 | 22 | 23 | 24 |
| 25 | 26 | 27 | 28 | 29 | 30 | 31 |

| Пн | Вт | Ср | Чт | Пт | Сб | Вс |
| 1  | 2  | 3  | 4  | 5  | 6  | 7  |
| 8  | 9  | 10 | 11 | 12 | 13 | 14 |
| 15 | 16 | 17 | 18 | 19 | 20 | 21 |
| 22 | 23 | 24 | 25 | 26 | 27 | 28 |
| 29 | 30 |    |    |    |    |    |

| Пн | Вт | Ср | Чт | Пт | Сб | Вс |
|    |    | 1  | 2  | 3  | 4  | 5  |
| 6  | 7  | 8  | 9  | 10 | 11 | 12 |
| 13 | 14 | 15 | 16 | 17 | 18 | 19 |
| 20 | 21 | 22 | 23 | 24 | 25 | 26 |
| 27 | 28 | 29 | 30 | 31 |    |    |

| Пн | Вт | Ср | Чт | Пт | Сб | Вс |
|    |    |    |    |    | 1  | 2  |
| 3  | 4  | 5  | 6  | 7  | 8  | 9  |
| 10 | 11 | 12 | 13 | 14 | 15 | 16 |
| 17 | 18 | 19 | 20 | 21 | 22 | 23 |
| 24 | 25 | 26 | 27 | 28 | 29 | 30 |

| Пн | Вт | Ср | Чт | Пт | Сб | Вс |
| 1  | 2  | 3  | 4  | 5  | 6  | 7  |
| 8  | 9  | 10 | 11 | 12 | 13 | 14 |
| 15 | 16 | 17 | 18 | 19 | 20 | 21 |
| 22 | 23 | 24 | 25 | 26 | 27 | 28 |
| 29 | 30 | 31 |    |    |    |    |

## События

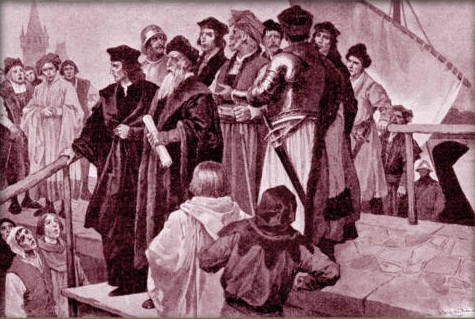
Посольство гуситов на Базельском соборе. Худ. Венцеслав Черны

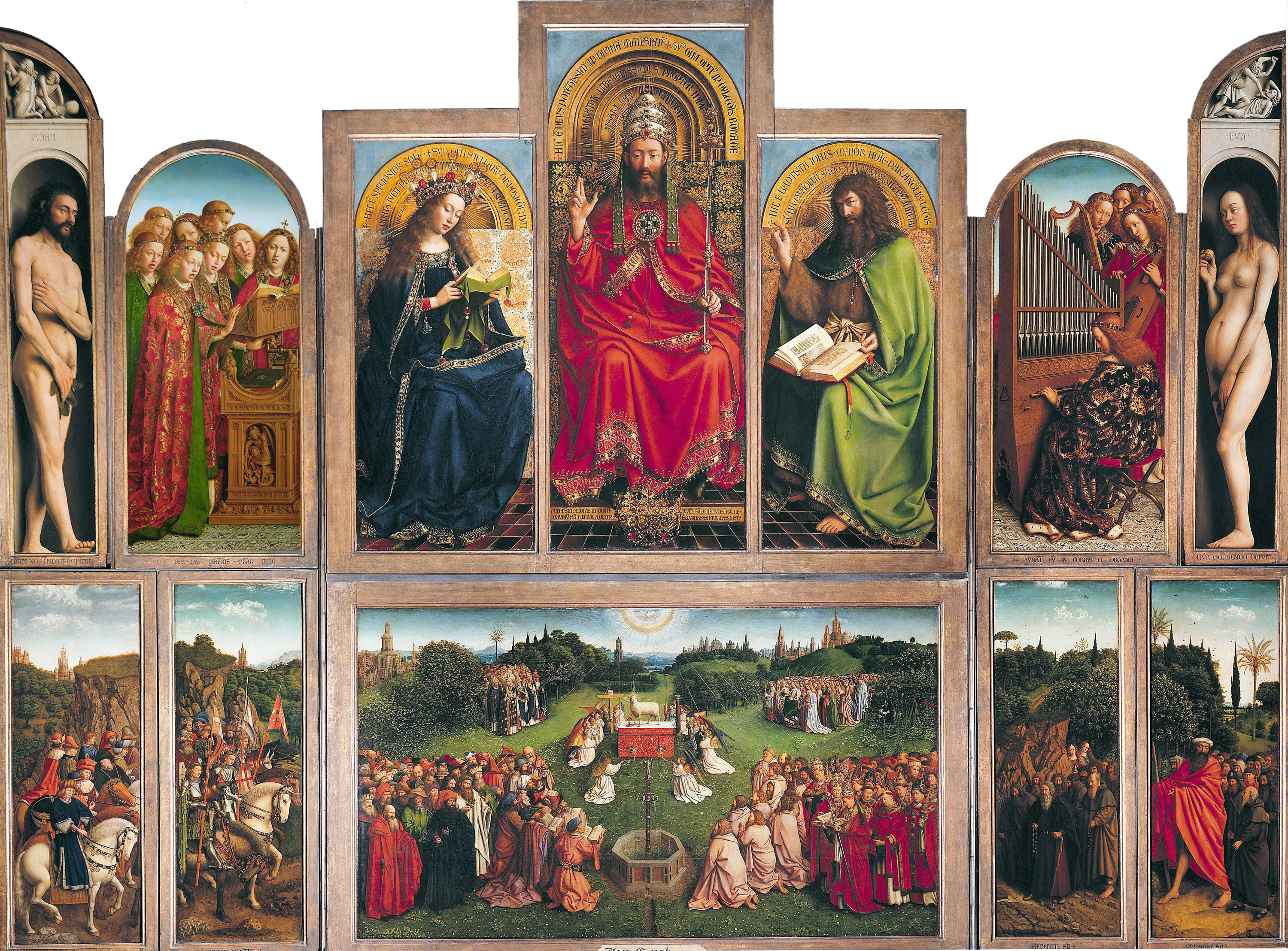
Хуберт ван Эйк, Ян ван Эйк. Гентский алтарь

- 1350—1490 — Борьба <<трески>> и <<крючков>>. Серия внутренних военных конфликтов, в основном, вокруг титула графа Голландии[1].
- 1407—1435 — война арманьяков и бургиньонов[2].

- 1415—1453 — Ланкастерская война. Третий этап Столетней войны (1337-1453)[3].
- 1420—1434 — Крестовые походы против гуситов[4]:
  - Май — начало переговоров между уполномоченными Базельского собора и гуситами.
- 1423—1448 — Вторая Гельдернская война[5].
- 1425—1454 — Войны в Ломбардии[6].
- 1426—1435 — Война между Кальмарской унией и Ганзейским союзом[7].
- 1431—1434 — Бакотское восстание против польско-литовских феодалов[8].
- 1431—1435 — первое восстание Священного Братства в Королевстве Галисия против знати пытавшихся сохранить свои привилегии в отношении крестьян и буржуазии (второе в 1467-1469)[9].
- 1431—1435 — Польско-тевтонская война[10].
- 1431—1449 — Базельский собор. Созван папой Мартином V для реформирования церкви, урегулирования военного конфликта с гуситами и воссоединения Западной и Восточной церквей. Провозгласил верховенство соборов над Римским папой[11].
- 1432—1436 — Албанское восстание против Османской империи[12].
- 1432—1479 — Албано-турецкие войны[13].
- 1 июня — в битве при Сан-Романо Флорентийская республика побеждает Сиену.
- Португальцы овладели Азорскими островами.
- Победы албанцев под руководством Андрея Топия над турками.
- Город Яшодхарапура (современный Ангкор) заброшен после тайского набега, столица перенесена в Пномпень.
- Освящён Гентский алтарь, расписанный братьями Ван Эйк.Битва при Сан-Романо Худ. Паоло Уччелло

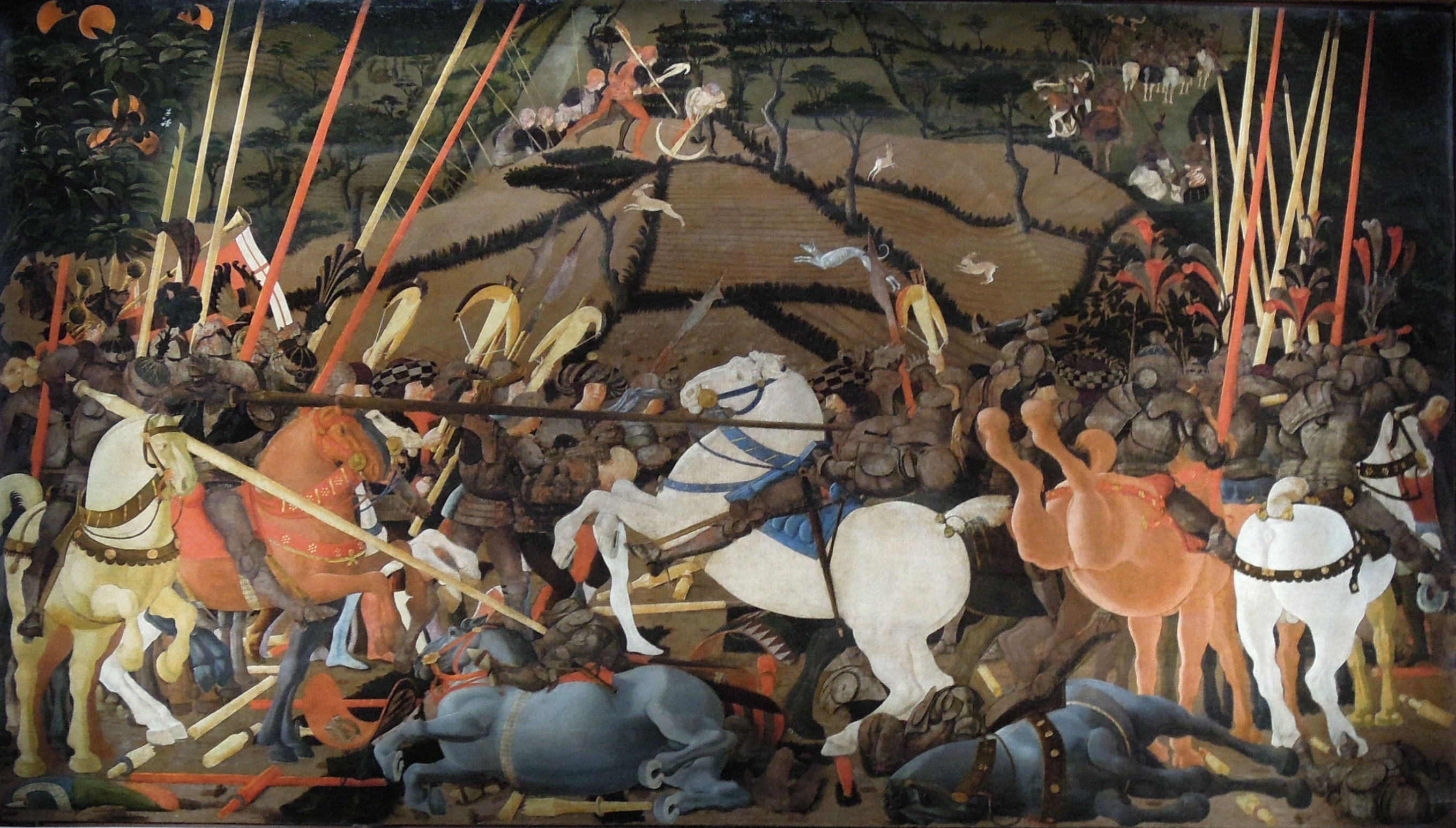
Битва при Сан-Романо Худ. Паоло Уччелло

### Великое княжество литовское
- 1432—1438 — начало гражданской войны в Великом княжестве Литовском[14].
- Ночь с 31 сентября на 01 ноября — Сигизмунд князь Стародубский, принявший участие в заговоре, стал великим князем литовским[15].
- 15 октября — Сигизмунд инициировал издание польским королём Владиславом II Ягелло привилегия, который в итоге не вступил в силу, пожалования католической церкви[15].
- 15 октября — поддерживая союзнические отношения с Польшей, Сигизмунд в Гродно возобновил унию с католической церковью, по которой за ВКЛ было пожизненно признано достоинство Великого княжества литовского (в дальнейшем подтверждёна унией 1433, 1437 и 1439 годов)[15].
- 15 октября — подписана Гродненская уния. Союз между Королевством Польским и Великим княжеством Литовским, заключённый в Гродно. Высокими сторонами соглашения выступили король польский Владислав II Ягайло и великий князь литовский Сигизмунд Кейстутович. Уния была заключена в условиях гражданской войны, после того как Сигизмунду с помощью поляков удалось свергнуть Свидригайло Ольгердовича и самому занять великокняжеский стол[16].
- Осень — попытки сохранить союзнические отношения ВКЛ с Тевтонским орденом не увенчались успехом, Орден оказал Свидригайло помощь в войне против Сигизмунда[15].
- 1432— 1440 — Сигизмунд, принявший участие в заговоре против Свидригайло,  становится великим литовским князем. Он подчинил западную часть ВКЛ — Вильно, Троки, Ковно, Гродно, Берестье, Подляшье с Дрогичином[17].
- Свидригайло с небольшим отрядом сторонников бежал в Полоцк, при этом продолжал титуловаться "великим князем литовским, русским и прочее"[18].
- 08 декабря — Свидригайло в сражение у Ошмян потерпел поражение и вернулся в Полоцк[15][18].
- Издан привелей уравнивающий в некоторых экономических и политических правах православную и католическую знать[19].

## Русь
Правление: 1425—1446 и 1447—1462 — Василий II Васильевич Тёмный
- Улуг-Мухаммед разрешил спор о праве на великое княжение между Василием Тёмным и  его дядей — звенигородским князем Юрием Дмитриевичем[20].
- 29 июня — Василий II Тёмный возвращается из Золотой орды с ярлыком на великое княжение[21].
- Конец июля — Юрий Дмитриевич возвращается из Золотой Орды, где он в качестве компенсации получил Дмитров с волостями[22].
- Сентябрь 1432 — начало 1433 — разорение территории Рязанского княжества ханом Кичи-Ахмет (Кучук-Мухаммад) из Крымского ханства, с целью военной добычи и принуждение к выплате ордынского выхода[23].
- 05 октября — во Владимире состоялась интронизация Василия II Васильевича[22].
- 05 октября — Василий II Васильевич в присутствии ордынского посла Масыря Улана силой изгоняет наместников дяди Юрия Дмитриевича из Дмитрова (по другим данным это произошло в конце года)[21][22].
- Осень — Софья Витовтовна выбрала в невесты своему сыну Василию II Васильевичу серпуховско-боровскую княжну Марию Ярославну, что обеспечило Василия II поддержку правителей Серпуховского княжества и клана потомков Ф.А. Кошки  — московских бояр Кошкиных и Голтяевых[24].
- Боярин Иван Дмитриевич, сватавший за Василия II свою дочь и получивший отказ, уезжает в Галич и подговаривает Юрия Дмитриевича возобновить борьбу за великое княжение[21].
- 1432—1485 — образование Верейского княжества (Верейско-Белозерского княжества)[25].
- 1432—1454 — Иван Андреевич удельный князь Можайского княжества[26].

## Начало правления
См.также: Список глав государств в 1432 году
- 1432—1440 — великий князь литовский Сигизмунд князь Стародубский[15].

## Наука

Герб Канского университета

- Основание Канского университета во французском городе Кане.

## Родились
См. также: Категория:Родившиеся в 1432 году
- 15 января — Афонсу V, король Португалии (ум. 1481).
- Иннокентий VIII — папа Римский.

## Скончались

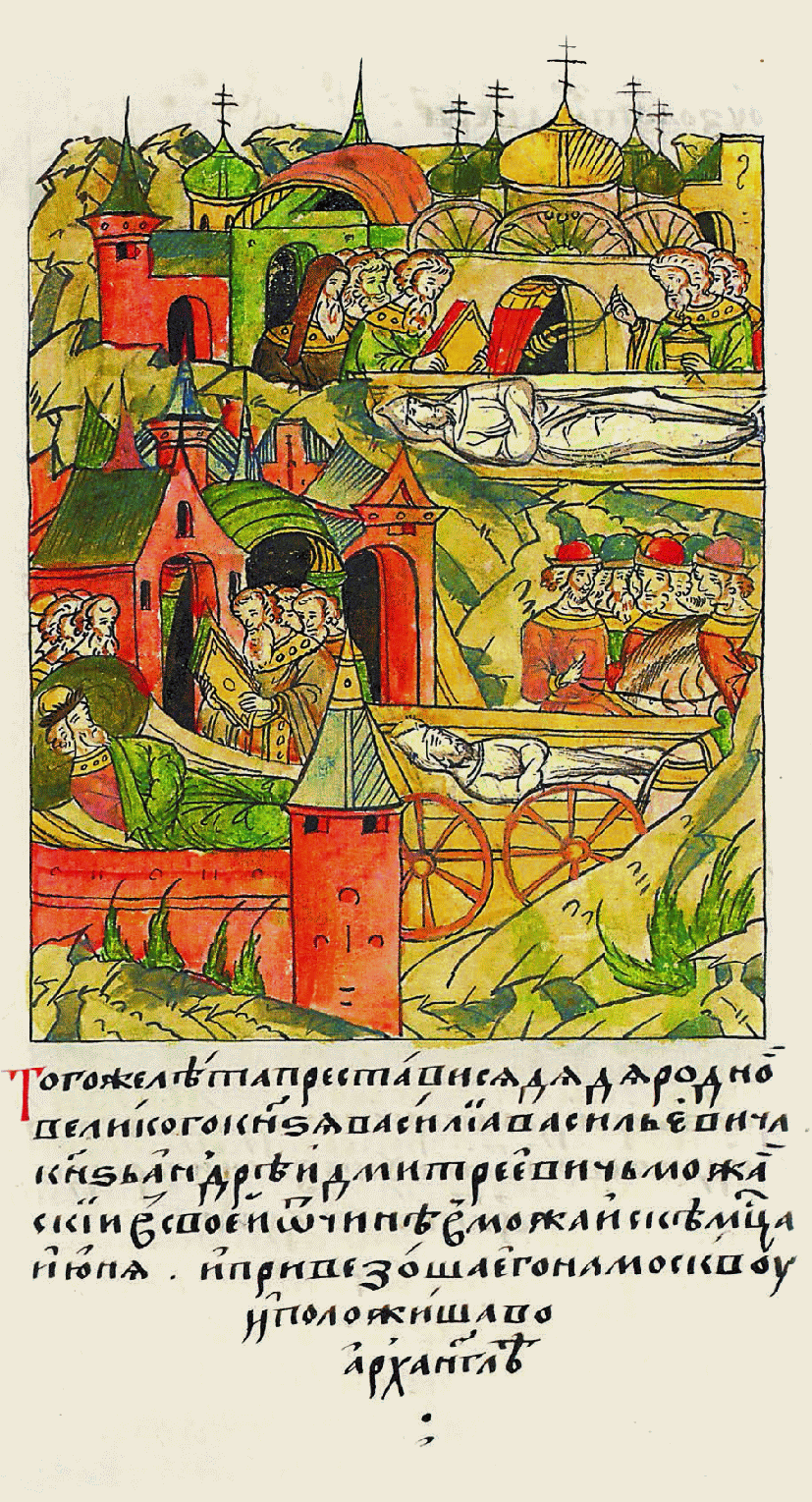
Смерть князя Андрея Дмитриевича

См. также: Категория:Умершие в 1432 году
- 9 июля — Андрей Дмитриевич, третий сын Дмитрия Донского, удельный князь можайский (1389-1432)[26].